# Fahr (tractormerk)

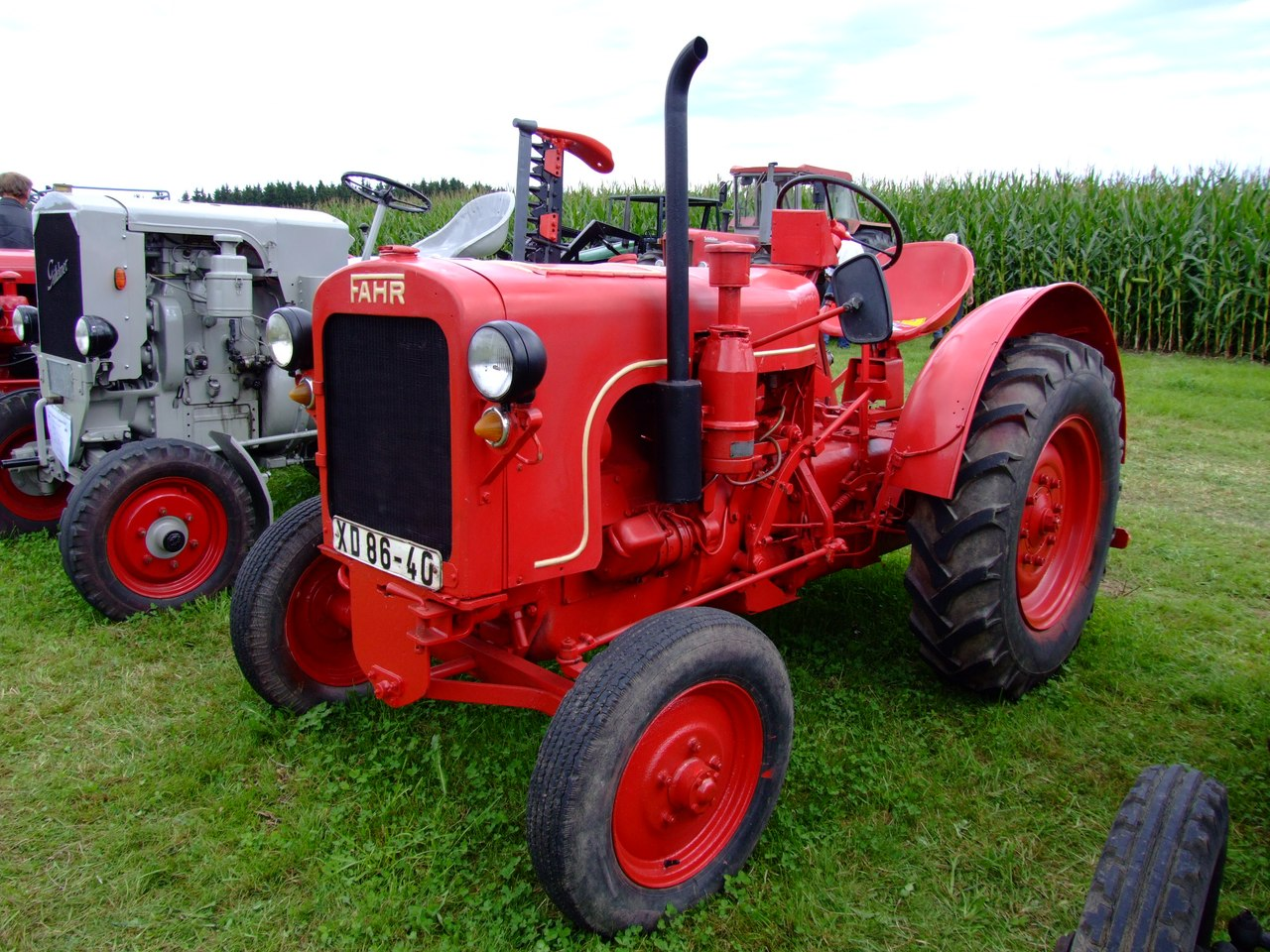
Een Fahr F22 tractor.

Fahr was een Duits landbouwmachinefabrikant en tractormerk. Het bouwde onder andere tractoren, combines en verschillende hooibouwmachines. De fabriek stond in Gottmadingen, Duitsland.

## Geschiedenis
In 1870 begon Johann Georg Fahr (1836 - 1916) in Gottmadingen de Maschinenfabrik Fahr.
In het begin importeerden ze Amerikaanse hooimachines die ze in hun werkplaats ombouwden zodat ze beter geschikt waren voor de Europese markt. 
In 1891 kocht hij een ijzergieterij in Stockach. In 1891 kwam de eerste Fahr-hooimachine, de 500, op de markt. Vanaf 1899 bouwde Fahr eigen maaiers.
In 1938 kwam de eerste Fahr Dieseltractor de F22 op de markt. In 1942 bouwde men wegens de brandstofschaarste een tractor die op houtgas liep. 
In 1945 werden de fabrieken gebombardeerd en tot 1948 werden er geen machines meer gebouwd. In 1951 was Fahr de eerste Europese fabrikant die een maaidorser/combine bouwde. In 1957 waren er 50.000 tractoren gebouwd.
In 1958 ging Fahr samenwerken met een andere Duitse tractorfabrikant Güldner. In 1961 bezat Klöckner-Humboldt-Deutz (KHD) 25,1% van de aandelen Fahr en werd er beslist om de tractorenproductie te stoppen nadat er in totaal meer dan 100.000 stuks werden gemaakt. Ook werd er gestopt met het bouwen van de hooischudders, er waren er totaal meer dan 1.000.000 gebouwd.
In 1968 wordt Klöckner-Humboldt-Deutz met 51% hoofdeigenaar van de Maschinenfabrik Fahr AG. In 1970 neemt KHD de landbouwwerktuigenfabriek Ködel & Böhm over en voegt deze bij Fahr AG. In 1976 zet men volledig een punt achter de zelfstandigheid van Fahr en vanaf dan heten alle tractoren en werktuigen van Fahr en Deutz Deutz-Fahr.
Tot 1984 werden de Deutz-Fahr hooimachines/opraapwagens/combines/hooipersen in de typische rode Fahr-kleur gespoten. Daarna werd er overgeschakeld op helgroen. 

## Foto's

### Tractoren

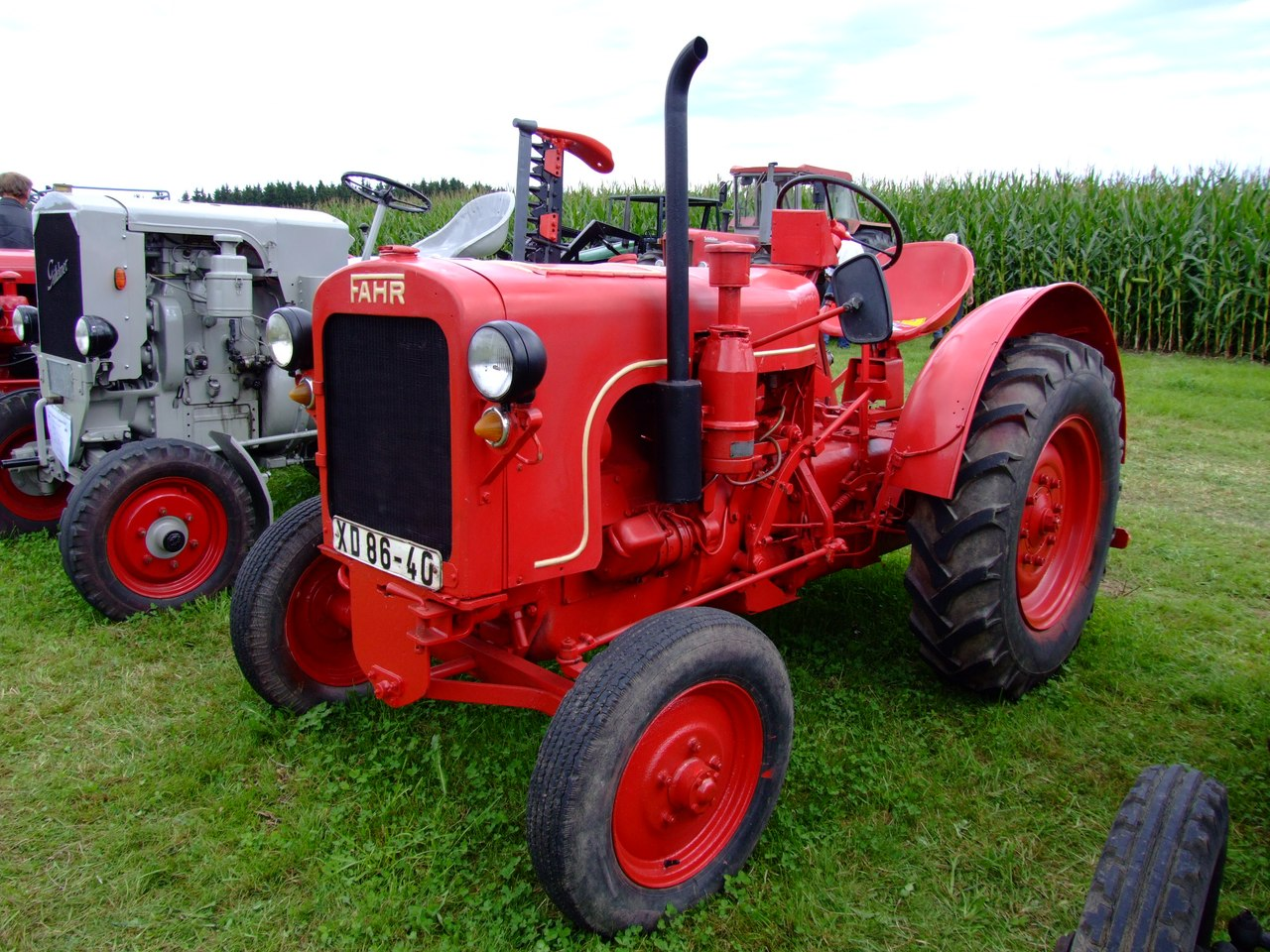
Fahr F22 (um 1938)
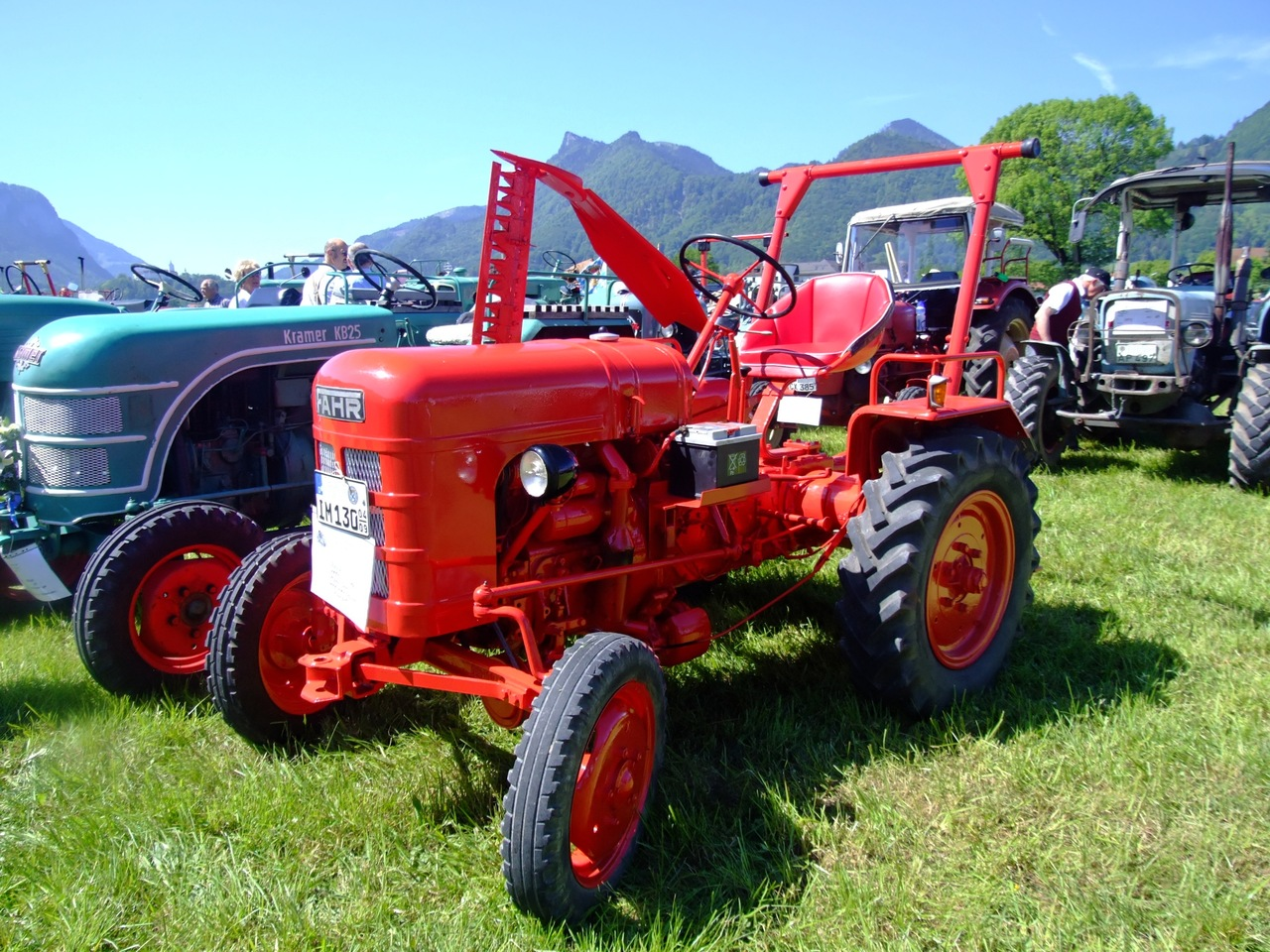
Fahr D12 (1952)
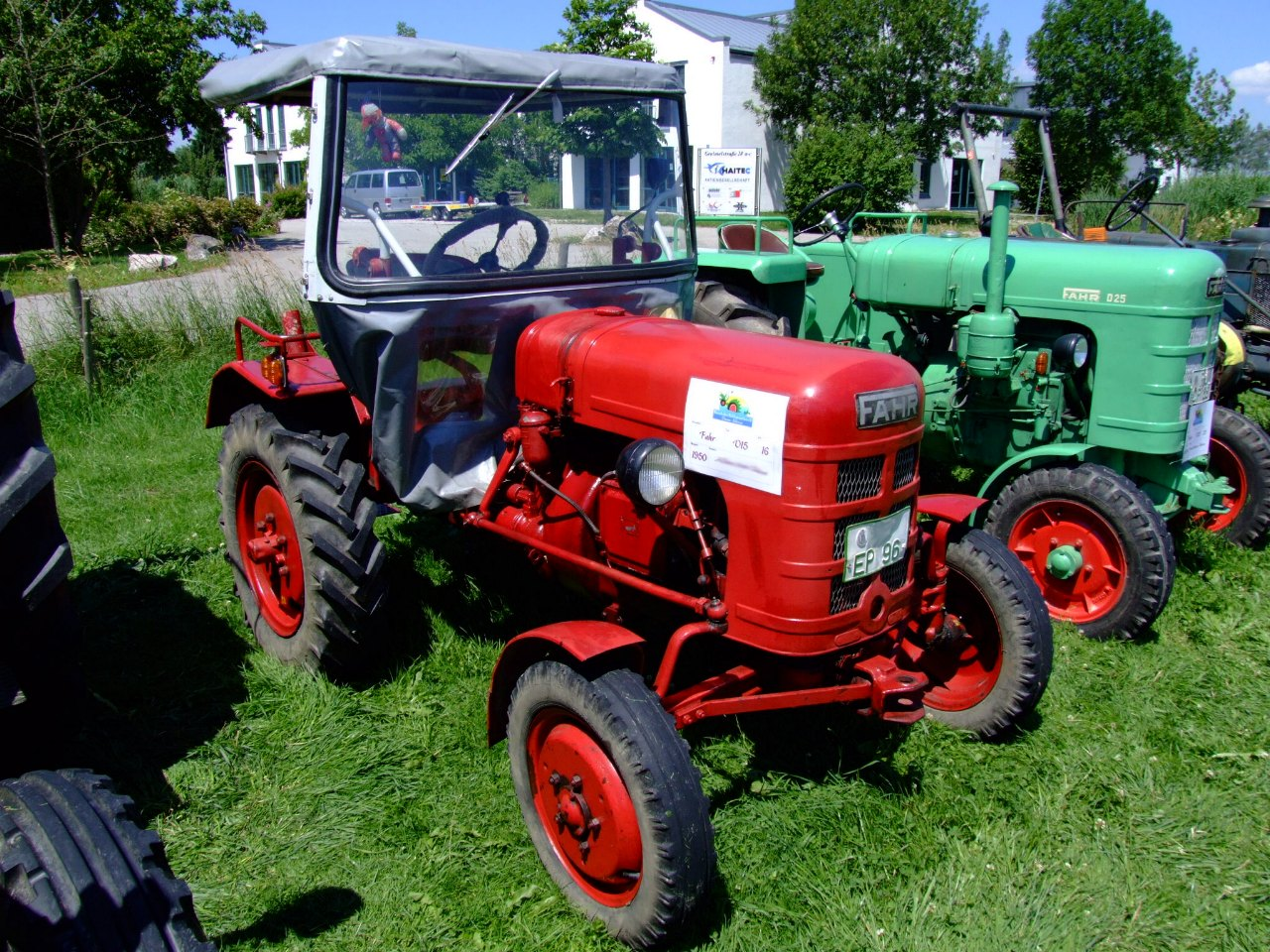
Fahr D15 (1950)
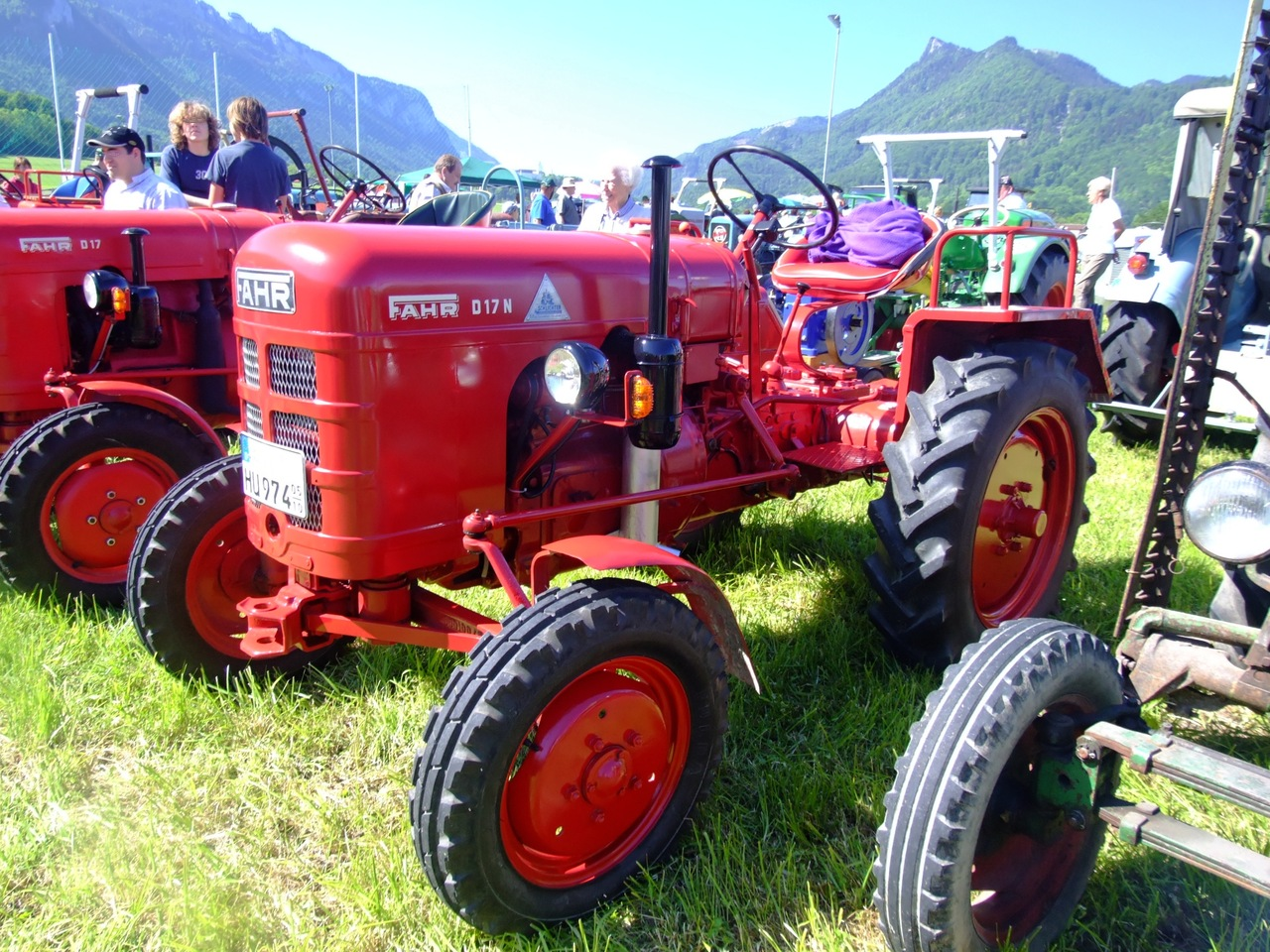
Fahr D17N (1955)
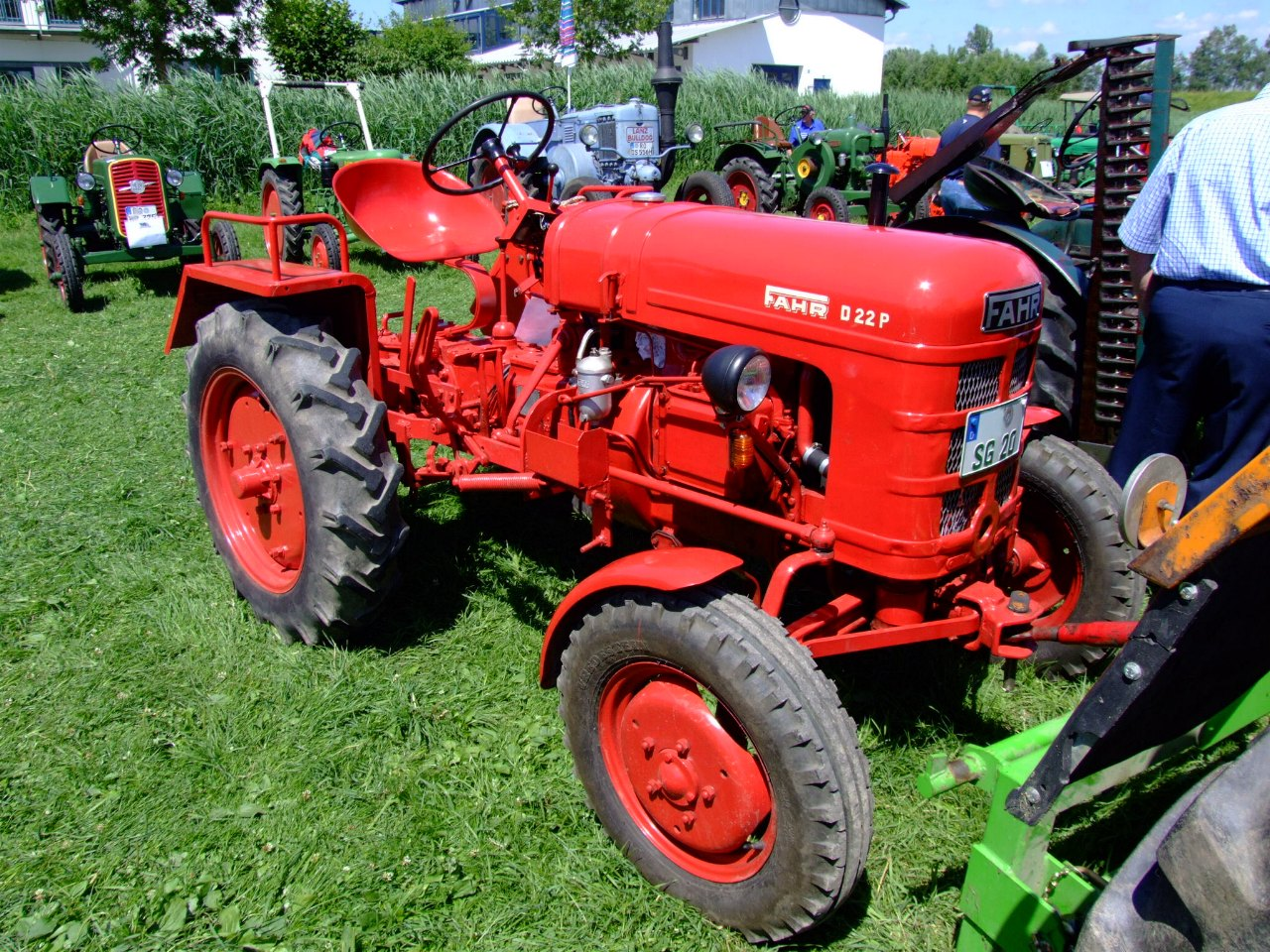
Fahr D22P (1954)
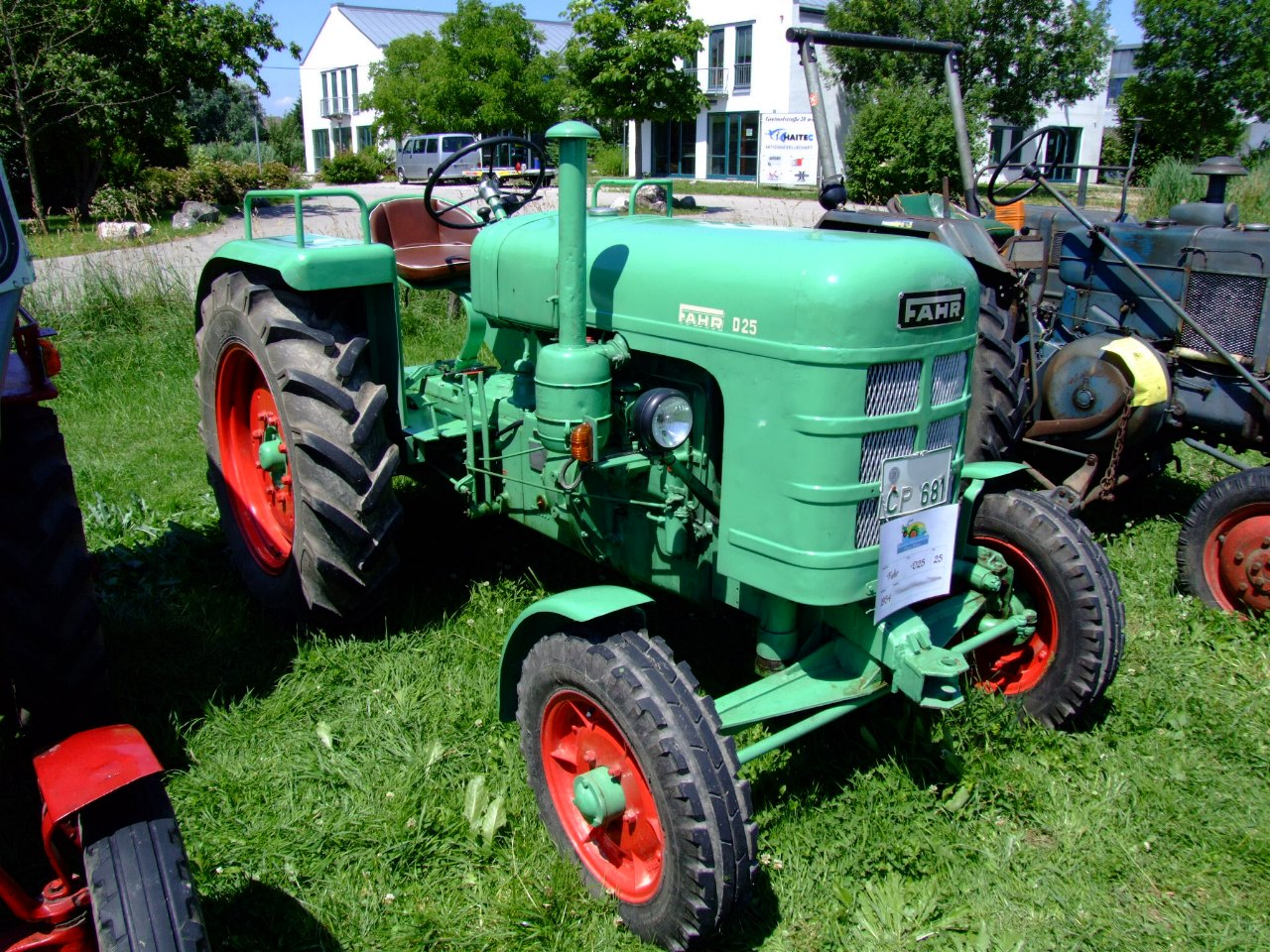
Fahr D25 (1954)
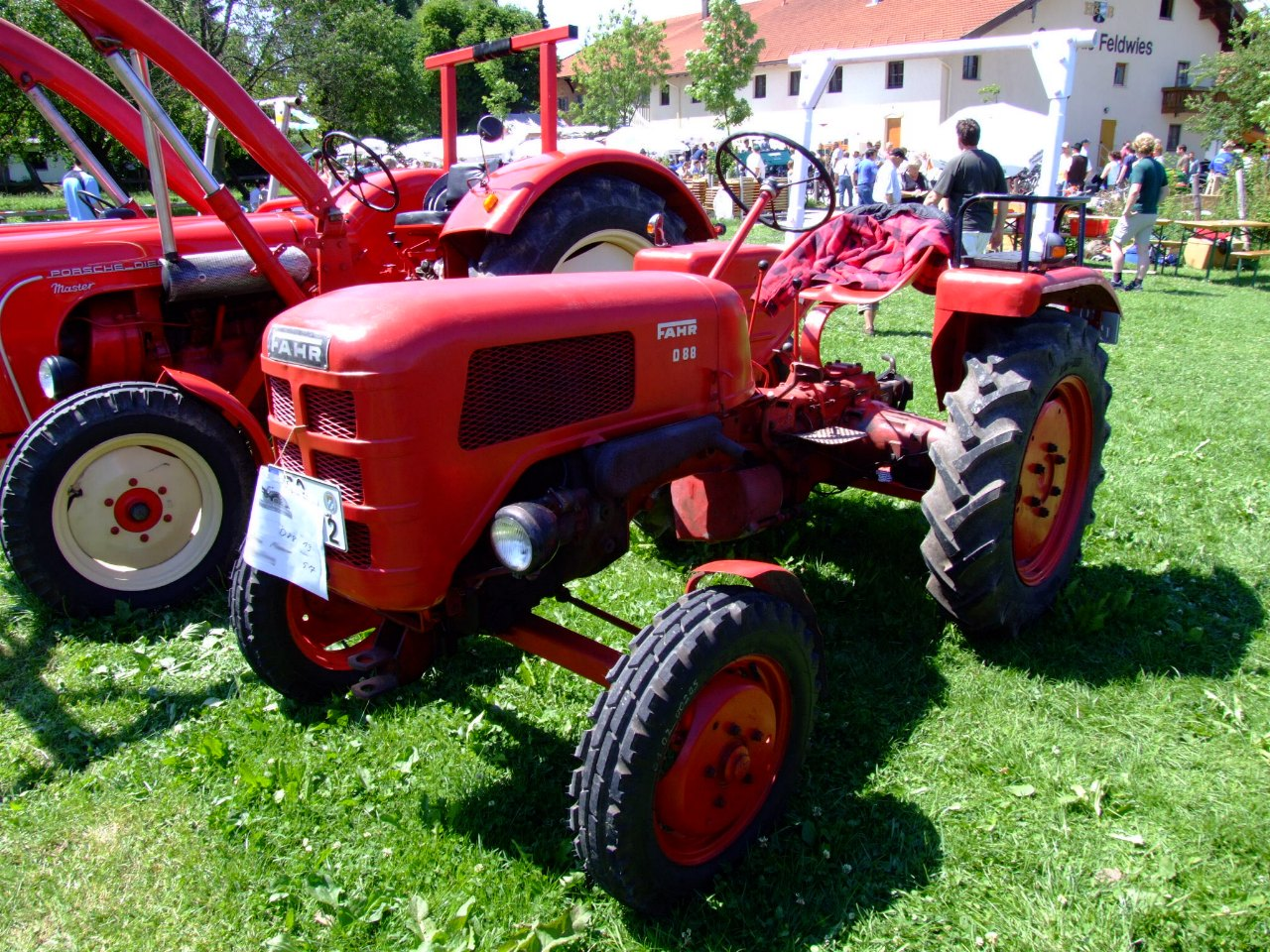
Fahr D88 (1957)
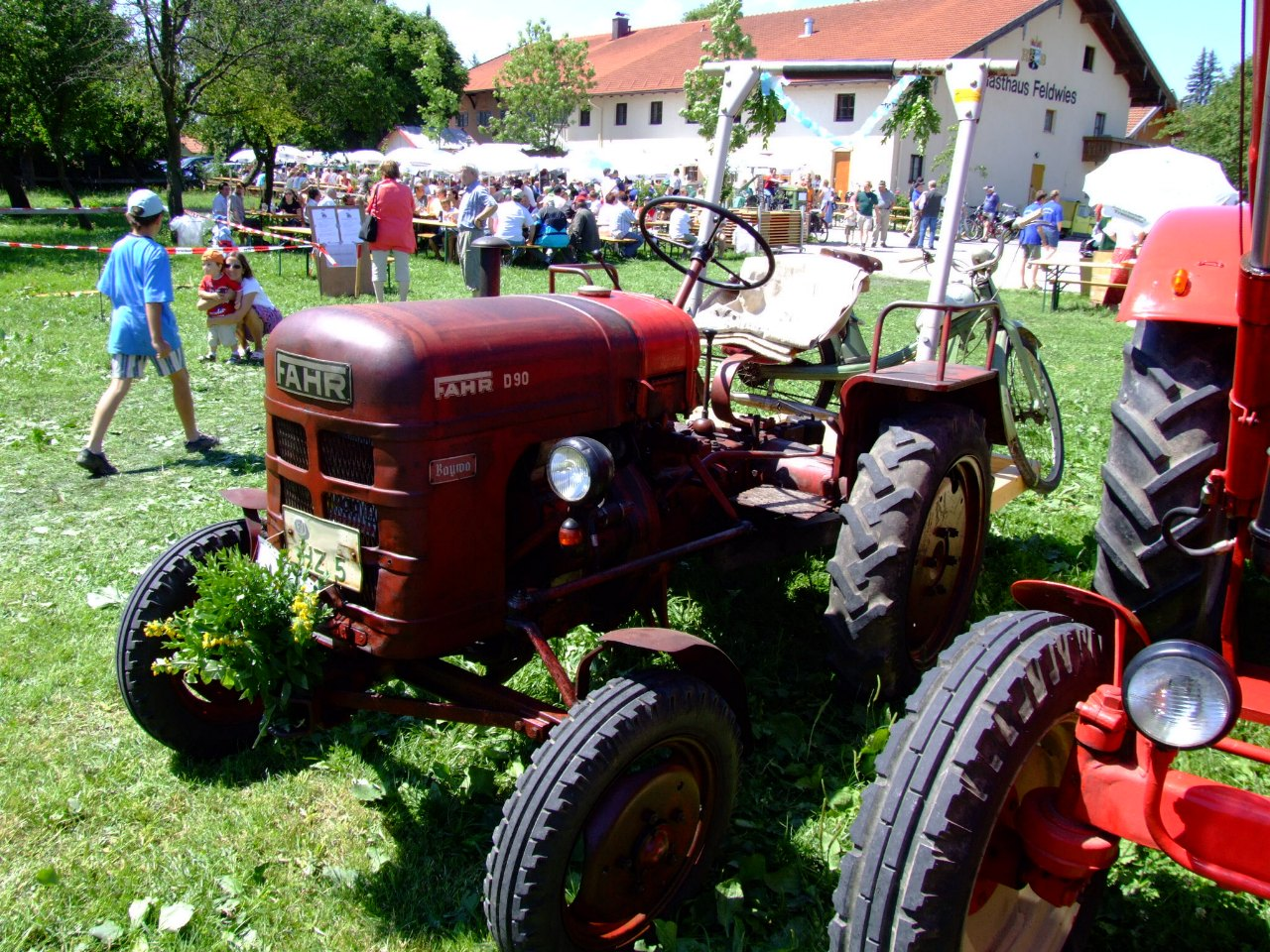
Fahr D90 (1954)
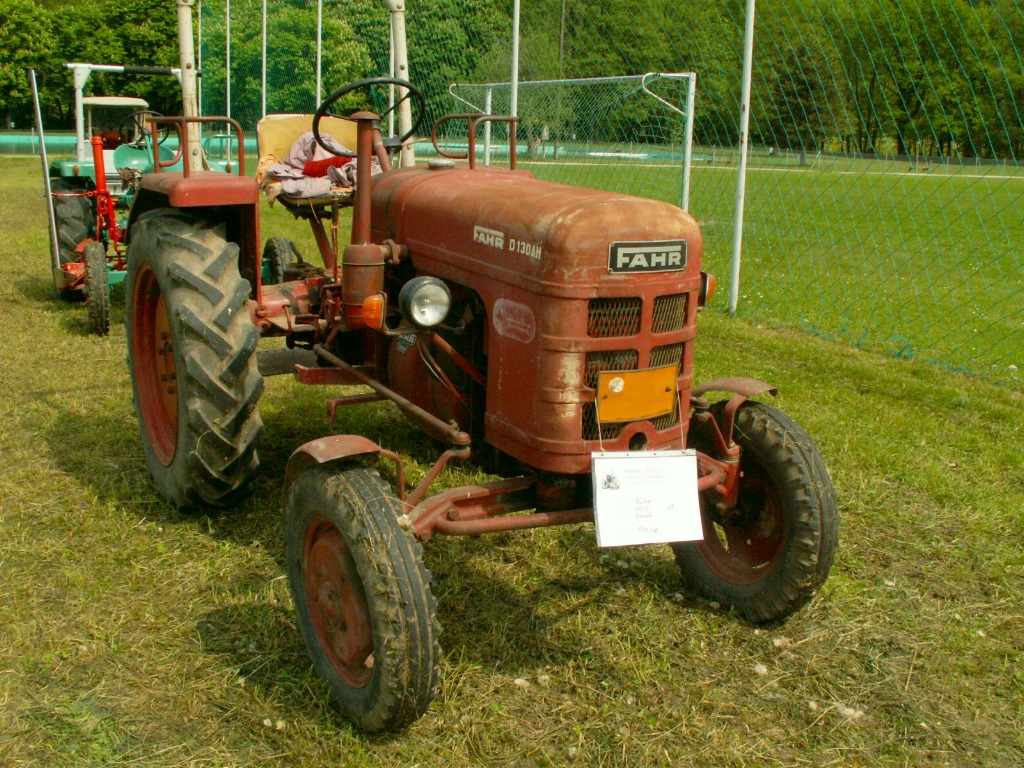
Fahr D130AH (1957)
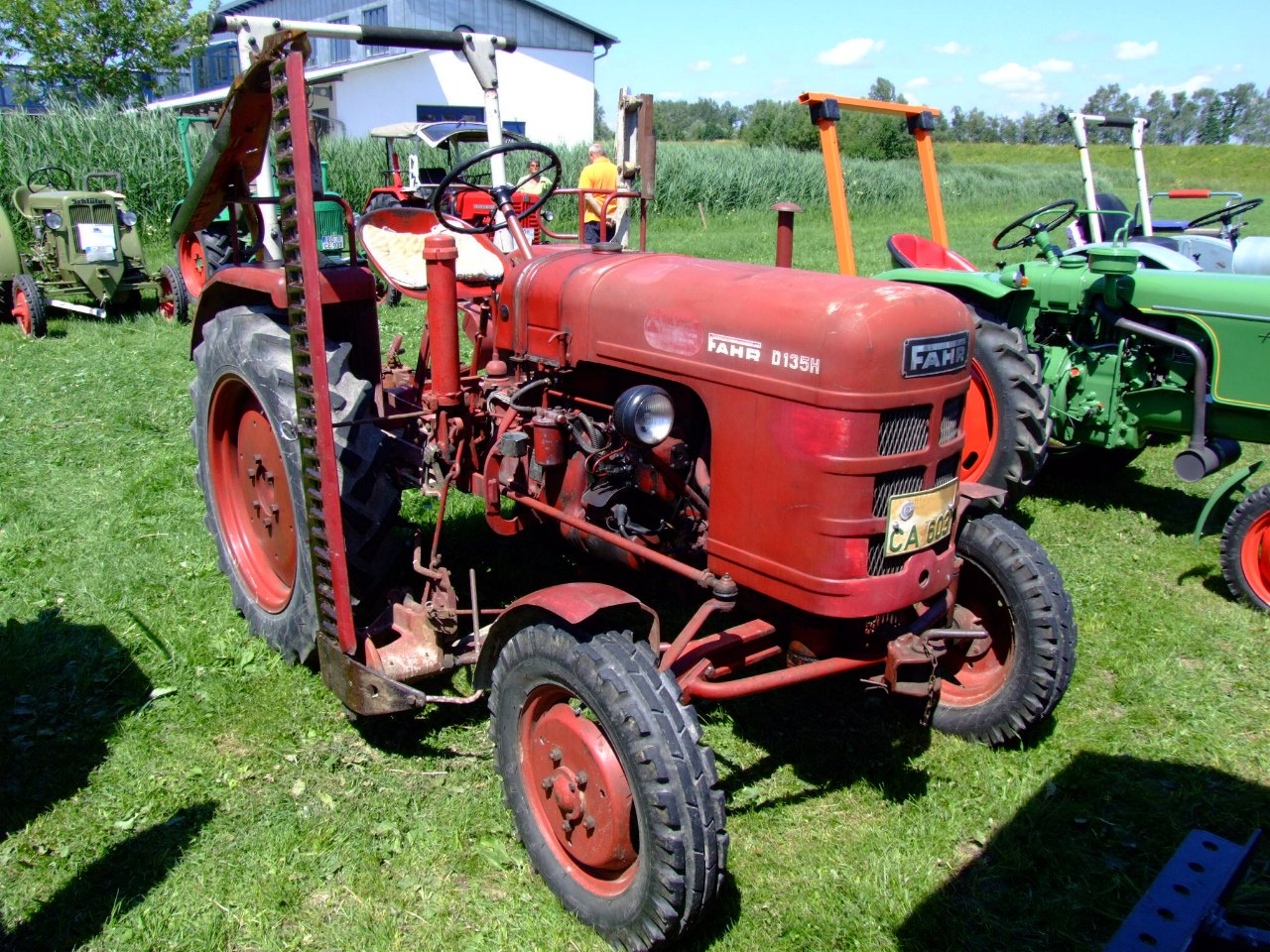
Fahr D135H (1959)
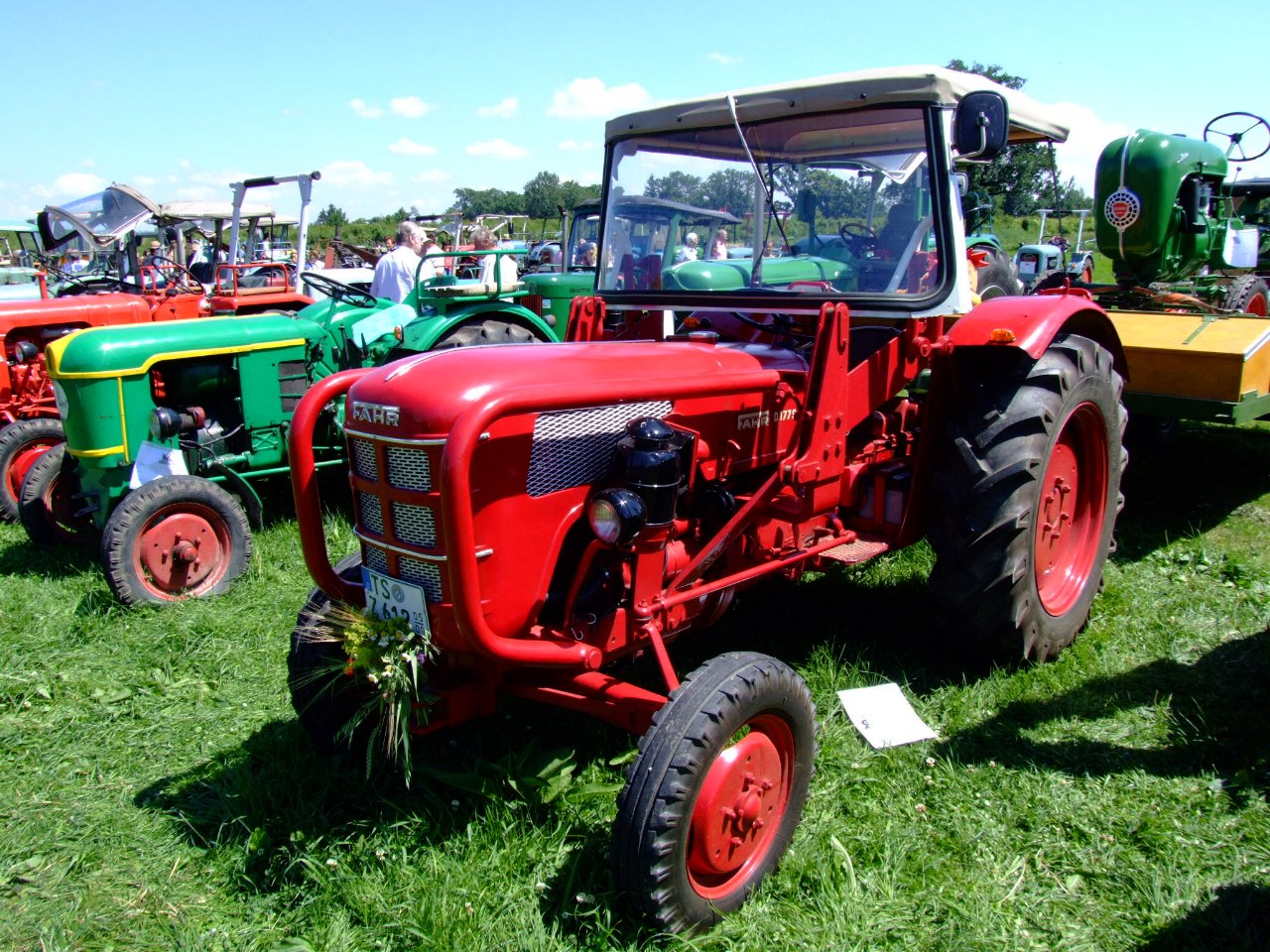
Fahr D177S (1959)
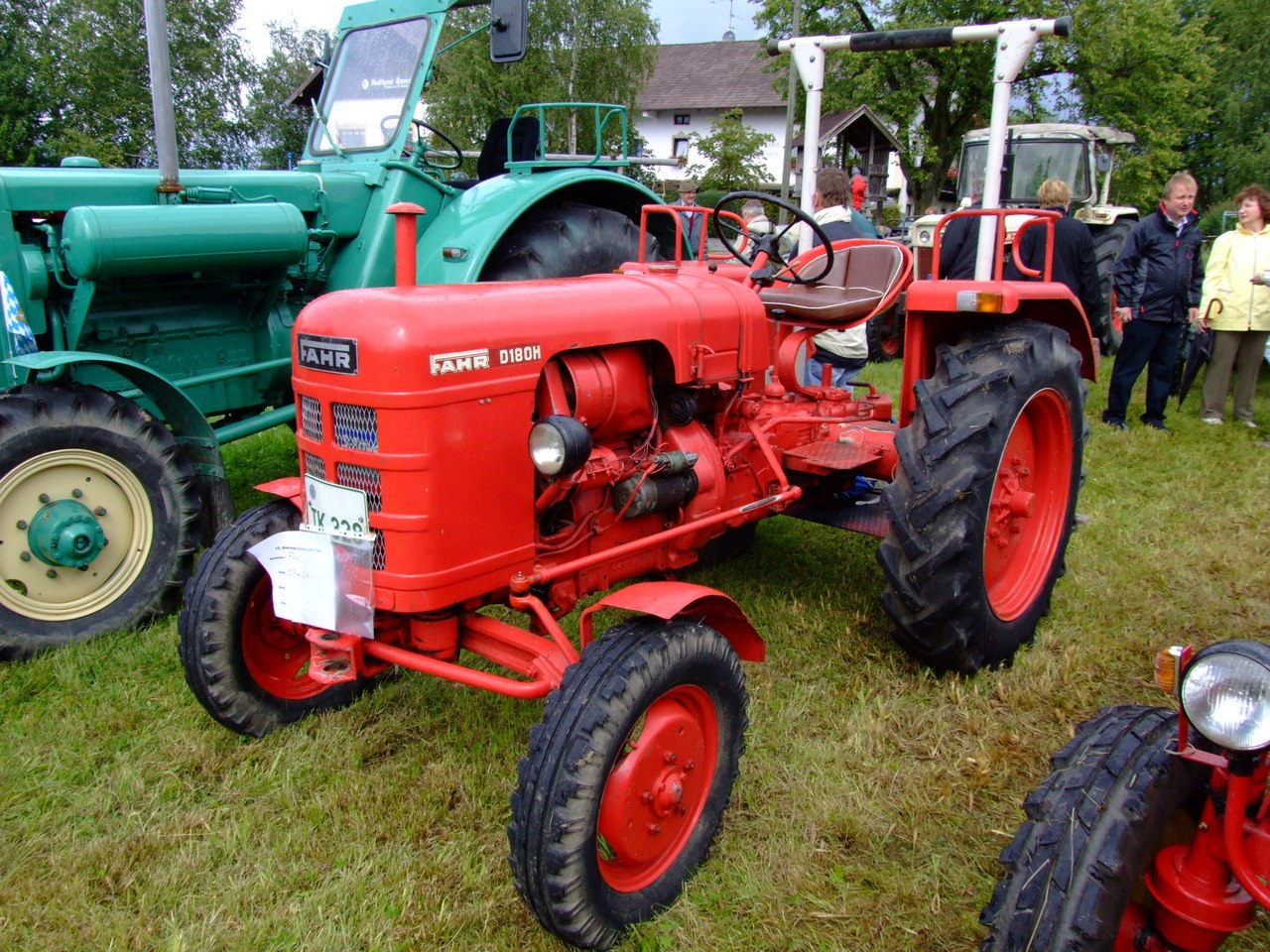
Fahr D180H (1957)
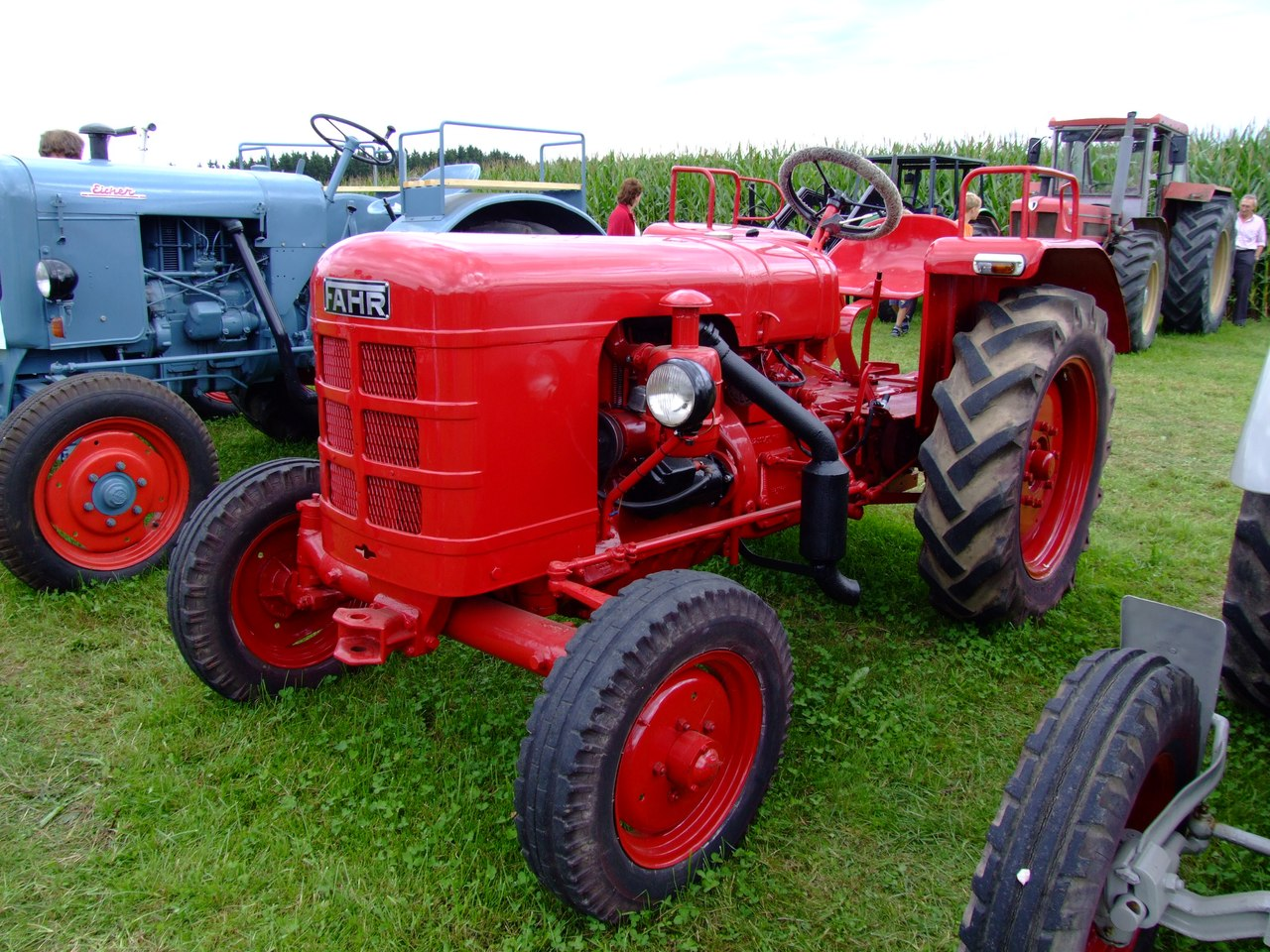
Fahr D270 (1958)
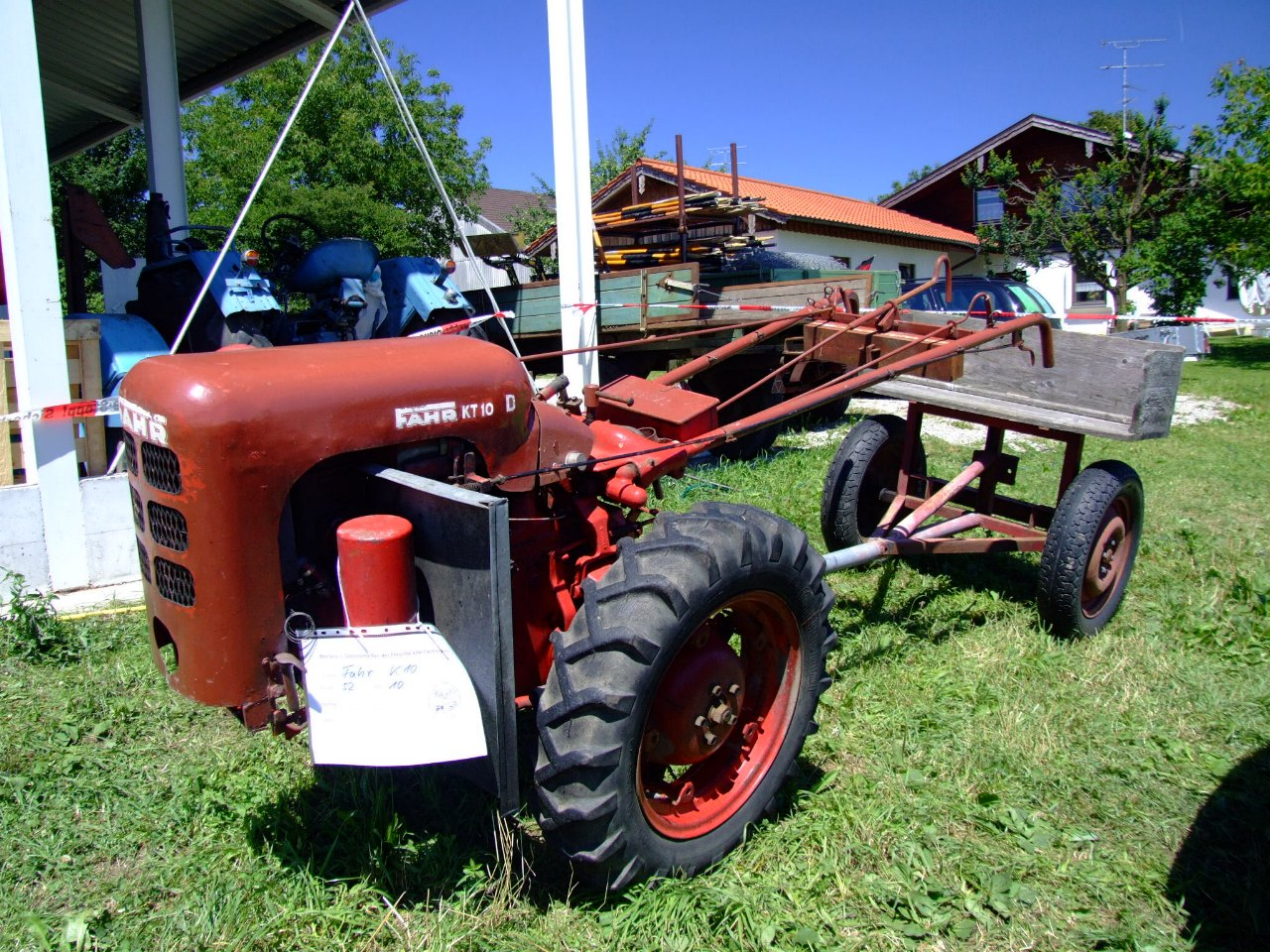
Fahr KT10 (1952)

### Machines

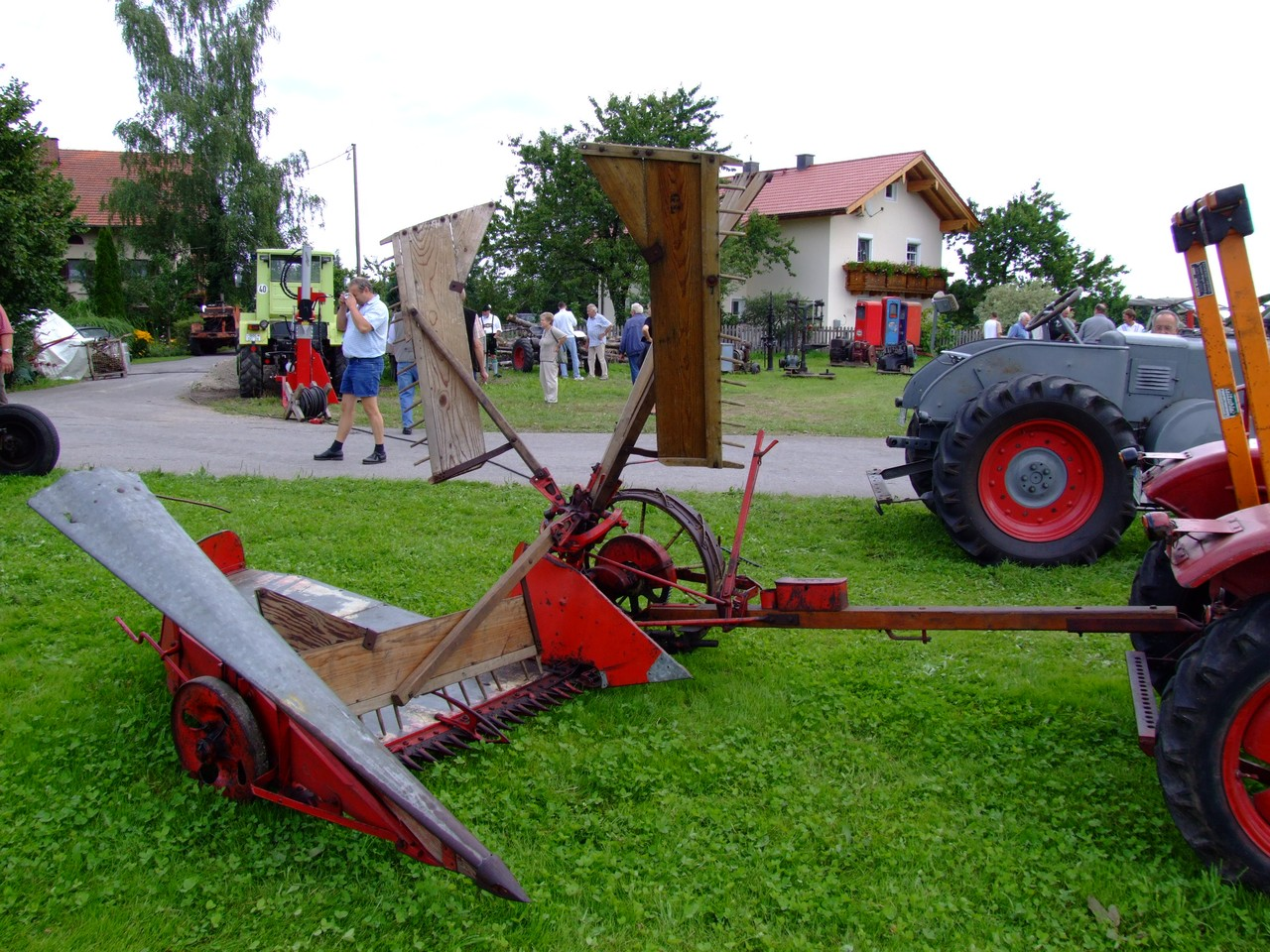
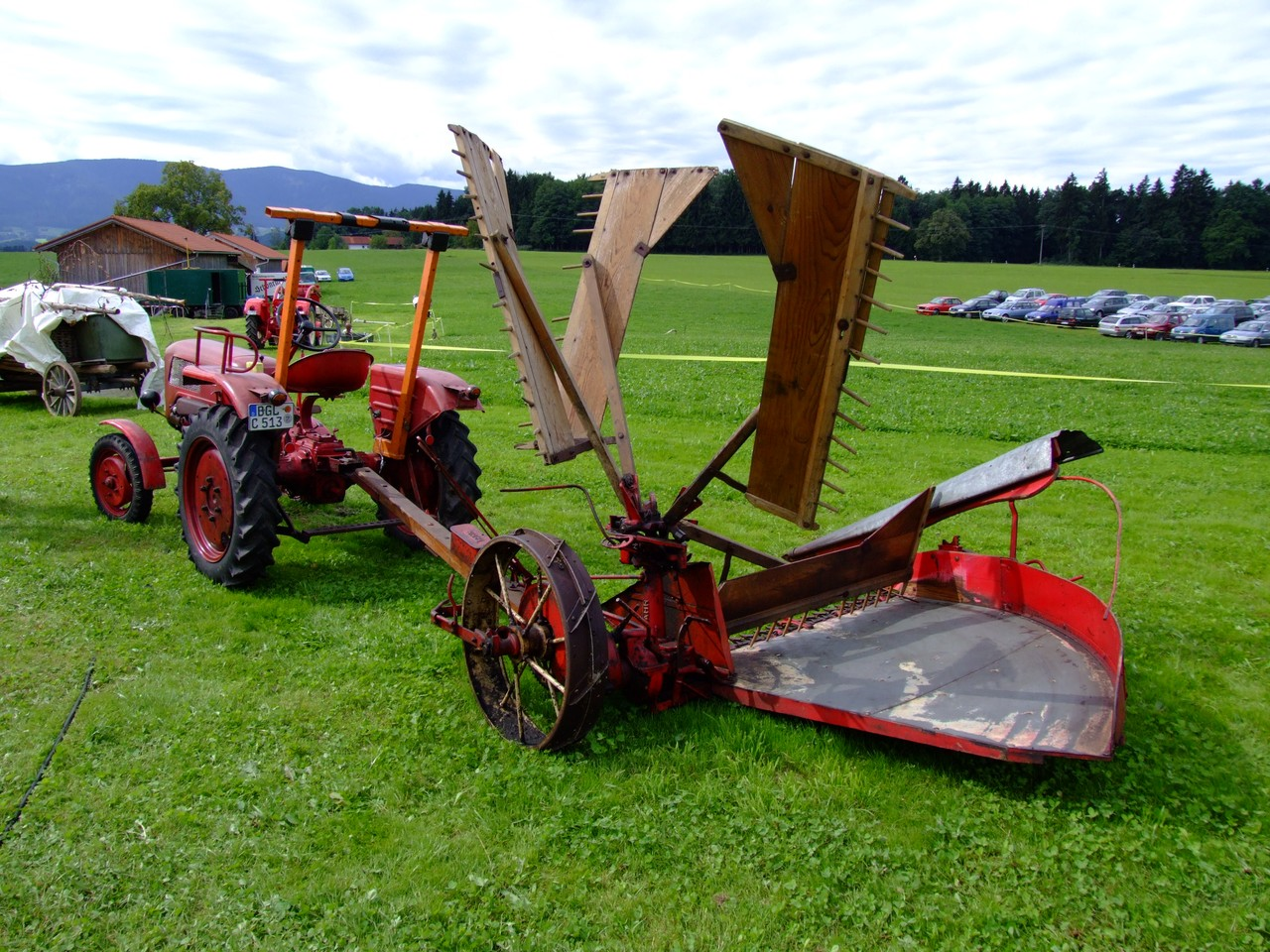
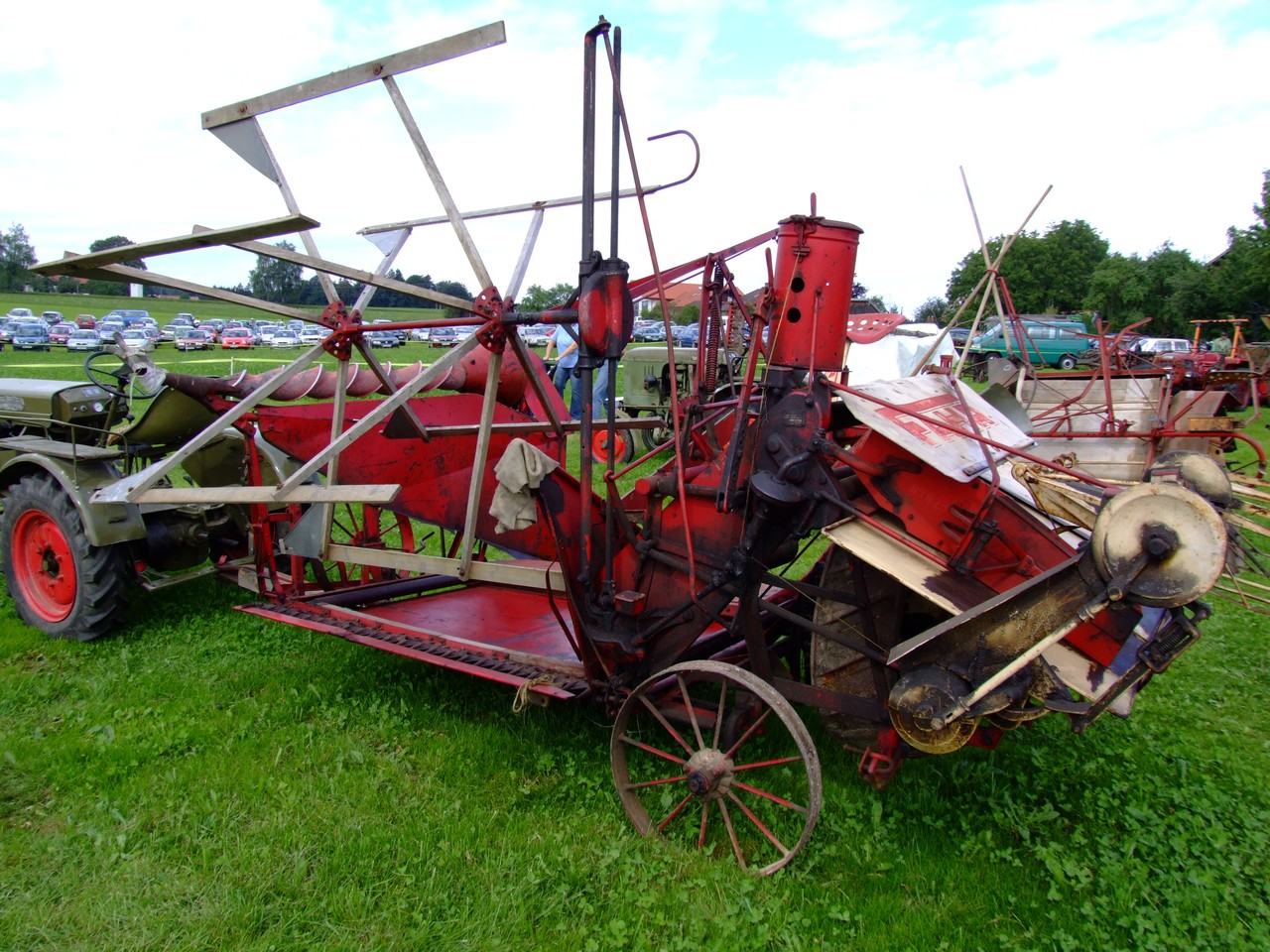
Fahr B5NR
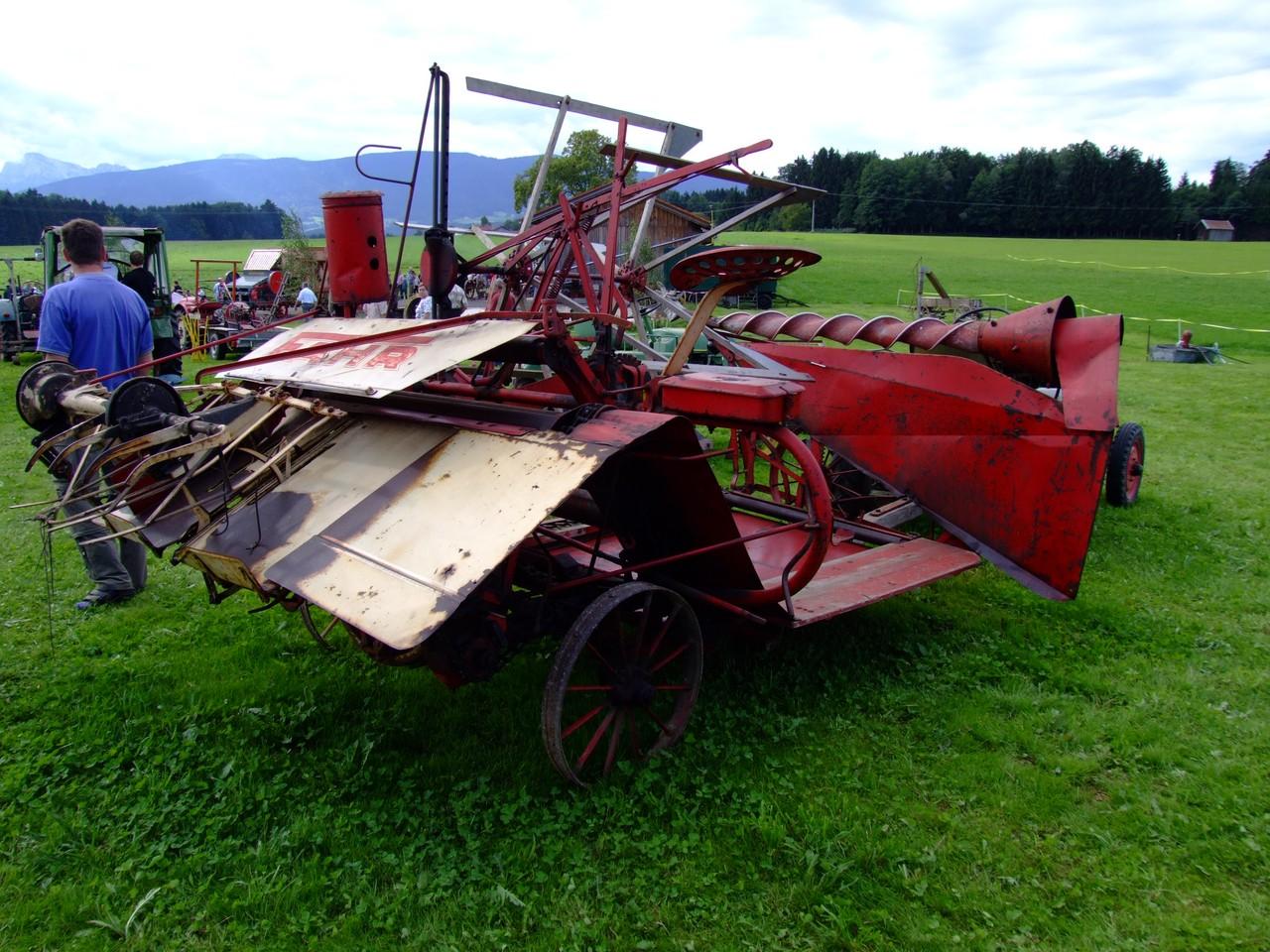
Fahr B5NR